# Heuzünsler

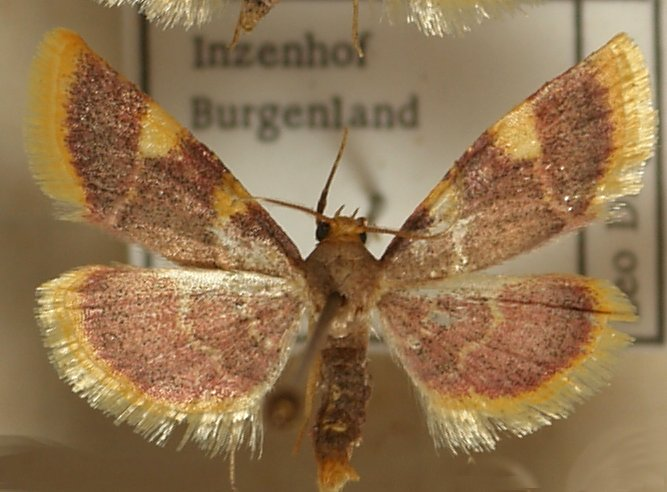
Präparat aus dem Museum Koenig

Der Heuzünsler (Hypsopygia costalis) ist ein (Klein-) Schmetterling aus der Familie der Zünsler (Pyralidae).

## Merkmale
Die Falter erreichen eine Flügelspannweite von 16 bis 23 Millimeter (22 mm) bzw. eine Vorderflügellänge von 7 bis 10 mm. Die Vorderflügel sind braunviolett und mit zwei schmalen gelblichen Querlinien gezeichnet, die sich am Vorderrand zu einem dreieckigen Fleck verbreitern. Beide Querlinien sind nur schwach gezähnelt und verlaufen fast gerade über die Vorderflügel. Während die äußere Querlinie leicht schräg nach hinten auf den Tornus zuläuft, verläuft die innere Querlinie leicht schräg nach innen, d. h. beide Querlinien divergieren zum Innenrand hin. Die Hinterflügel haben weniger Brauntöne, d. h. die Farbe tendiert mehr zu violettrot. Der Fransensaum ist sowohl auf der Vorder- als auch auf den Hinterflügeln goldgelb gefärbt. Die beiden Querlinien sind auch auf den Hinterflügeln entwickelt, stehen jedoch dichter zusammen. Die äußere Querlinie ist eher in der Position einer Medianlinie. Beide Querlinien sind etwas nach außen gebogen und gezähnelt.
Der Kopf des Falters ist gelb. Thorax und Hinterleib sind dagegen purpurrot. Die Fühler sind beim Männchen ziliat, beim Weibchen einfach und fadenförmig. Bei beiden Geschlechtern sind die Fühler abwechselnd rot und gelb geringelt.
Gelegentlich tritt eine verdunkelte Form (f. rubricilialis) auf, bei dieser sind die sonst gelben Zeichnungselemente und der Kopf rötlich violett gefärbt. Auch die Fransen sind rötlichviolett.
Das länglich-elliptische Ei ist gelblich-weiß mit glatter Oberfläche. Es misst 0,7 × 0,4 mm.
Die Raupen sind schmutzigweiß bis gelblich-bräunlich. Sie besitzen einen rötlichbraunen Kopf mit dunkelbraunem Muster. Sie besitzen ein gelbliches Nacken- und Analschild sowie gelblichbraune Thoraxbeine. Die Stigmata sind schwarz umrandet. Die von Warzen ausgehenden Borsten sind gelblichbraun und damit in der gleichen Farbe oder geringfügig heller als der Körper.
Die Puppe ist gelblichbraun mit glatter, glänzender Oberfläche. Die Hinterleibssegmente 4 bis 7 besitzen rückenseitig am vorderen Rand einen querverlaufenden Grat. Der Kremaster ist mit sechs hakenförmigen Borsten besetzt.

## Geographische Verbreitung und Lebensraum
Die Art ist Europa weit verbreitet und kommt auch in Nordamerika und Westasien vor. Sie leben hauptsächlich synanthrop in Häusern, Heuböden, an Hecken und Gartenrändern in der Nähe von Scheunen, Häusern mit Strohdächern und Heu- und Strohschober. Sie kommen aber auch in mehr naturnahen Habitaten vor und bewohnen dort Eichhörnchen- und Vogelnester.

## Lebensweise
Der Heuzünsler bildet eine Generation im Jahr; die Falter fliegen von Juli bis August. In wärmeren Regionen werden in der Regel zwei Generationen gebildet, die von Mai bis September fliegen. Die Falter haben zwei verschiedene Ruhepositionen, eine mit zusammengefalteten Vorderflügeln, die die Hinterflügel komplett verdecken, und eine Ruheposition, in der alle vier Flügel ausgestreckt sind und die Hinterleibsspitze angehoben wird. Sie sind dämmerungs- und nachtaktiv und kommen an künstliche Lichtquellen. Werden sie tagsüber aufgeschreckt, versuchen sie, sich so schnell wie möglich wieder zu verbergen. Die Weibchen legen 20 bis 100 Eier in der Nähe der potentiellen Raupennahrung ab. Die Raupen sind daher in Abhängigkeit von der Region ab Juni anzutreffen. Sie fressen in Heu (Lupinen, Luzerne) und anderen pflanzlichen, aber auch tierischen Resten. Die Raupe überwintert und verpuppt sich im Frühjahr in einem Kokon in der Nahrungsresten<?>.

## Systematik
Das Taxon wurde 1775 von Johann Christian Fabricius als Phalaena costalis erstmals wissenschaftlich beschrieben. Es ist die Typusart der Gattung Hypsopyge Hübner, 1825. Der Holotyp stammte aus England und ist wahrscheinlich verloren. Ein nur unwesentlich jüngeres Synonym ist Hypsopygia fimbrialis (Denis & Schiffermüller), 1775; ein weiteres Synonym ist Tortrix purpurana Thunberg, 1784. Die Unterart Hypsopygia costalis syriaca (Zerny, 1914) wurde von M. Nuss wieder mit der Nominatunterart vereinigt.